# Banka
|  | Per a altres significats, vegeu «Banka (desambiguació)». |

Banka (en francès i oficialment Banca), és un municipi de la Nafarroa Beherea (Baixa Navarra), un dels set territoris que formen Euskal Herria, al departament dels Pirineus Atlàntics i a la regió de la Nova Aquitània. Limita amb les comunes de Baigorri al nord, Anhauze i Lasa al nord-est, Aldude a l'oest i Urepele al sud-oest

## Demografia
| Evolució de la població |      |      |       |       |       |       |       |       |
| 1793                    | 1800 | 1806 | 1821  | 1831  | 1836  | 1841  | 1846  | 1851  |
| 803                     | 590  | 999  | 1 068 | 1 419 | 1 280 | 1 429 | 1 309 | 1 327 |

| 1856  | 1861  | 1866  | 1872  | 1876  | 1881 | 1886 | 1891 | 1896 |
| ----- | ----- | ----- | ----- | ----- | ---- | ---- | ---- | ---- |
| 1 064 | 1 069 | 1 020 | 1 020 | 1 027 | 952  | 944  | 872  | 828  |

| 1901 | 1906 | 1911 | 1921 | 1926 | 1931 | 1936 | 1946 | 1954 |
| ---- | ---- | ---- | ---- | ---- | ---- | ---- | ---- | ---- |
| 829  | 833  | 815  | 800  | 770  | 780  | 748  | 735  | 799  |

| 1962 | 1968 | 1975 | 1982 | 1990 | 1999 | 2006 | 2011 | 2016 |
| ---- | ---- | ---- | ---- | ---- | ---- | ---- | ---- | ---- |
| 672  | 634  | 524  | 450  | 426  | 373  | -    | -    | -    |

| 2019 | - | - | - | - | - | - | - | - |
| ---- | - | - | - | - | - | - | - | - |
| -    | - | - | - | - | - | - | - | - |